# Jan Voetelink

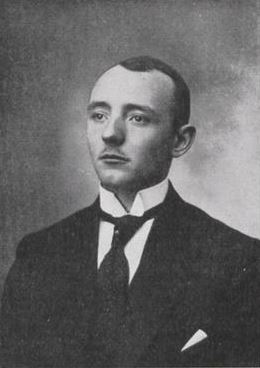
Jan Voetelink

Jan Voetelink (Steenwijk, 21 oktober 1896 – Zwolle, 26 februari 1983) was een Nederlands politicus van de Liberale Staatspartij en later de PvdA.
Hij werd geboren als zoon van Johannes Voetelink (1852-1937) en Maria Elisabeth de Wit (1863-1897). Zijn vader was gemeente-ontvanger in Steenwijk terwijl diens vader daar gemeentesecretaris is geweest. Zelf werd Jan Voetelink na de hbs volontair bij de gemeentesecretarie van Steenwijkerwold. Vervolgens was hij als ambtenaar werkzaam bij de gemeente Wolvega. Daarna was hij eerste ambtenaar en commies bij de gemeente Huizen. Voetelink volgde in 1922 J. Vervoert op als gemeentesecretaris van Hellevoetsluis. In 1929 volgde zijn benoeming tot burgemeester van Giethoorn. Voetelink ging in 1942 met ziekteverlof en was later ondergedoken. Na de bevrijding in 1945 keerde hij terug in zijn oude functie. Van 1948 tot zijn pensionering in 1961 was hij de burgemeester van Steenwijk. Hij overleed in 1983 op 86-jarige leeftijd.
In Steenwijk werd naar hem de 'Burgemeester Voetelinkschool' vernoemd.